# Call of Duty: Modern Warfare 3
Call of Duty: Modern Warfare 3 (abreviado oficialmente como Call of Duty: MW3 o Modern Warfare 3) es un videojuego de disparos en primera persona desarrollado por Infinity Ward y Sledgehammer Games, con el trabajo adicional de Raven Software, y distribuido por Activision. El videojuego, precedido por Call of Duty: Black Ops y secuela directa de Call of Duty: Modern Warfare 2, es el octavo título principal de la serie Call of Duty. Fue lanzado para PlayStation 3, Xbox 360, Xbox one, Microsoft Windows, Wii y Nintendo DS. La versión internacional fue lanzada el 8 de noviembre de 2011, a excepción de la versión de Wii en la zona australiana, donde su lanzamiento fue el 17 de noviembre. Las versiones doblada y subtitulada de Japón fueron publicadas el 17 y 22 de noviembre de 2011, respectivamente.
La historia del juego comienza directamente donde acaba el argumento de Modern Warfare 2, dejando a Estados Unidos bajo el asedio de las fuerzas rusas, el ultranacionalista Vladimir Makarov en libertad, y los capitanes «Soap» MacTavish y John Price heridos y a la fuga junto con el informante ruso Nikolai y el soldado Yuri quien juega un rol muy importante en el juego. El juego es, cronológicamente, la última entrega de la serie Modern Warfare, dando fin al arco argumental comenzado en Call of Duty 4: Modern Warfare.
Debido a la disputa legal entre Activision, Infinity Ward y los ex co-ejecutivos de la desarrolladora, quienes causaron múltiples despidos y renuncias en la compañía, Sledgehammer Games ayudó en el desarrollo de la campaña para un jugador, mientras que Raven Software se ocupó del contenido multijugador en línea.
El juego tuvo un buen éxito comercial, pues solo en Estados Unidos y el Reino Unido se vendieron más de seis millones y medio de copias, 400 millones de dólares en total. Según Activision, se trataría del mayor lanzamiento de la industria del entretenimiento hasta ese momento.

## Argumento
| Misión                         | País                              | Localización/es                       |
| ------------------------------ | --------------------------------- | ------------------------------------- |
| Prólogo                        | Bandera de la India               | Himachal Pradesh, India               |
| Martes negro                   | Bandera de Estados Unidos         | Manhattan, Nueva York, Estados Unidos |
| Cazador destructor             | Bandera de Estados Unidos         | Puerto de Nueva York, Estados Unidos  |
| Persona non grata              | Bandera de la India               | Himachal Pradesh, India               |
| Turbulencia                    |                                   | Avión presidencial ruso               |
| Regreso a la parrilla          | Bandera de Sierra Leona           | Sierra Leona                          |
| Cuidado con el hueco           | Bandera del Reino Unido           | Canary Wharf, Londres, Reino Unido    |
| Vacaciones de la familia Davis | Bandera del Reino Unido           | Londres, Reino Unido                  |
| Goalpost                       | Bandera de Alemania               | Hamburgo, Alemania                    |
| Devolver al remitente          | Bandera de Somalia                | Bosaso, Somalia                       |
| Empaquetar                     | Bandera de Francia                | Montmartre, París, Francia            |
| La dama de hierro              | Bandera de Francia                | París, Francia                        |
| El ojo de la tormenta          | Bandera de República Checa        | Praga, República Checa                |
| Hermanos de sangre             | Bandera de República Checa        | Praga, República Checa                |
| Fortaleza                      | Bandera de República Checa        | Praga, República Checa                |
| Tierra calcinada               | Bandera de Alemania               | Berlín, Alemania                      |
| Por la madriguera              | Bandera de Rusia                  | Siberia oriental, Rusia               |
| Polvo al polvo                 | Bandera de Emiratos Árabes Unidos | Dubái, Emiratos Árabes Unidos         |

### Sinopsis
El 17 de agosto de 2016, horas después del asesinato del general Shepherd, el capitán John Price y Nikolai evacuan a un muy malherido y agonizante John "Soap" MacTavish desde el Hotel Bravo, Afganistán. Estos llegan a un piso franco de soldados leales rusos de Nikolai en Himachal Pradesh, India. Mientras Soap recibe atención médica de urgencia, un grupo de mercenarios bajo las órdenes de Vladimir Makarov asedian la casa intentando matar a los cuatro. Yuri —un ex-Spetsnaz y el mejor soldado de Nikolai— junto con Price, ya que en última instancia el doctor cae abatido Yuri ayuda a Soap dándole una inyección de adrenalina para mantenerlo con vida, logrando escapar del país a través de una ruta segura. Con Gary "Roach" Sanderson y Ghost muertos, la Task Force 141 es declarada como renegada y pesa una orden de búsqueda y captura por todo el mundo en contra de Price y Soap. El equipo de Price decide pasar a la clandestinidad durante dos meses, mientras que Makarov hace lo mismo. Ese mismo día, la Tercera Guerra Mundial continúa. Mientras tanto en Nueva York, las acciones de un equipo Delta Force llamado «Metal 0-1» —el cual incluye al sargento Derek "Frost" Westbrook, Grinch, Truck, y su líder Sandman (quien anteriormente trabajó con Price, Soap y Ghost en la Operación Kingfish para matar o capturar a Makarov)— facilita la retirada del ejército ruso de la invasión en el bajo Manhattan y el río Hudson, en Nueva York. El equipo logra destruir un dispositivo que interfiere con las comunicaciones estadounidenses, en la parte superior del edificio de la Bolsa de Nueva York, para después junto con los del equipo SEAL asaltan un submarino ruso clase Oscar II, con el fin de utilizar sus misiles de crucero en contra de la Armada rusa, las acciones del equipo Metal hacen que las fuerzas rusas huyan de los Estados Unidos.
Dos meses después, el 4 de octubre, el presidente ruso Boris Vorshevsky anuncia sus planes para hacer un acuerdo de paz con los Estados Unidos en una cumbre en Hamburgo, Alemania. Sin embargo, el plan es arruinado cuando los hombres de Makarov secuestran el avión en el que Vorshevsky viajaba a Berlín y es forzado a estrellarse en un aeropuerto. El agente del Servicio Federal de Protección Andréi Harkov (personaje jugable) intenta escoltar al presidente, pero después de un error de evacuación del helicóptero, es asesinado por Makarov. El líder terrorista secuestra al presidente y planea capturar y torturar a su hija, Alena, para forzar al presidente a darle a Makarov los códigos de lanzamiento del arsenal nuclear ruso.
Soap con el tiempo se recupera lo suficiente como para luchar y, con la ayuda de Yuri, siguen el rastro de Makarov hasta Sierra Leona, donde hay datos sobre tratos de armas que lo involucran. La Task Force 141 se dirige a uno de los almacenes sólo para encontrarlo vacío. Los tres avanzan a una iglesia situada en el centro del pueblo, pero llegan tarde y no logran recuperar la carga. Viendo el manifiesto del envío, Price averigua que hay tres paquetes que contienen armas químicas que serán distribuidas por toda Europa, para ser usadas en ataques a París, Berlín y Londres. Price informa a su antiguo mentor, el Capitán MacMillan, ahora bajo el nombre de Baseplate, de sus hallazgos y pide la inteligencia que tenga la MI6 sobre Makarov, MacMillan al inicio se rehúsa ya que Price es considerado un fugitivo internacional y buscado en todo el mundo, pero Price le recuerda los acontecimientos en Pripyat y MacMillan finalmente accede; tal inteligencia los dirige a un jefe militar en Bosaso, Somalia llamado Waraabe. Mientras tanto, un equipo británico del SAS dirigidos por el sargento Wallcroft, son desplegados para prevenir el uso de las armas químicas en Londres. Aseguran los astilleros del Río Támesis y persiguen a los terroristas a través del Metro de Londres subterráneo, ya en la superficie, la policía de Londres y el SAS acorralan y acribillan al camión con las armas químicas en las calles cercanas al Palacio de Westminster, pero las autoridades habían estado siguiendo a un señuelo todo el tiempo y el camión con las bombas detona en otro lugar de Londres, matando a una familia de turistas estadounidenses que grababa sus vacaciones. Docenas de otros ataques químicos han sido introducidos con éxito a ciudades importantes a través de Europa del Oeste. En Hamburgo, el equipo Metal es desplegado para rescatar al Vicepresidente de los Estados Unidos, siendo ayudados por tanques M1 Abrams en el área, después de que el ejército ruso lance una invasión terrestre en Alemania. Inmediatamente después de los ataques químicos, La Task Force 141 y hombres de Nikolai se infiltran en el pueblo de Bosaso, por la fuerza para encontrar a Waraabe. Una vez que encuentran a Waraabe es interrogado por Price, quien le lanza una granada con el mismo gas tóxico que encontraron Sierra Leona. Price, Soap y Yuri se ponen sus máscaras antigás, inmediatamente le ofrecen a Waraabe una máscara antigás, solo si les dice donde está Makarov, entonces Waraabe les revela que su contacto era un hombre llamado Volk y que nunca vio a Makarov en persona, Soap inmediatamente lo pisa en la pierna y le pregunta en donde esta Volk y donde supervisó la entrega y Waraabe confiesa que está en París, Francia. Después de interrogarlo, Price le entrega la máscara antigás y le dice: "Muy bien, esto es por los chicos de Hereford", luego le dispara en la cabeza con su Desert Eagle, matándolo. Justo cuando están a punto de llegar al helicóptero de Nikolai un francotirador dispara y mata a uno de los hombres de Nikolai y corren hasta llegar a otro lugar de extracción, pero al llegar el helicóptero Nikolai es derribado justo cuando la tormenta de arena estaba cerca por lo que Price, Soap y Yuri deciden buscarlo antes que los militantes de Waraabe lo hagan primero, una vez lo encuentran logran llegar a otro punto de extracción y escapan de Somalia en dos camionetas todoterreno. Operando con la inteligencia adquirida por Price, el equipo Metal ejecuta una operación conjunta con la GIGN Francesa para capturar a Volk, con la ayuda de un AC-130 logran avanzar a través de infantería y blindados rusos para luego adentrarse en las Catacumbas de París, donde Volk tiene su escondite, tras una persecución en automóvil por las calles de París, el equipo Metal logra capturar a Volk. Durante la extracción, los estadounidenses presencian la destrucción de la Torre Eiffel debido a bombardeos reiterados. Volk da información acerca de una reunión con Makarov en Praga.
Con la ayuda de Kamarov, Price, Soap y Yuri se infiltran en la ciudad con la intención de asesinar a Makarov. Price toma una posición en el hotel Lustig, mientras Soap y Yuri lo cubren desde una iglesia cercana con rifles de francotiradores. Sin embargo, el intento de asesinato termina saliendo mal, ya que Makarov toma a Kamarov de rehén y este se disculpa con Price por todo antes de que este explote con los cientos kilos de C-4 atados a él, luego Makarov entra en la frecuencia de radio de Price y Soap para hablar con Yuri directamente diciendo: "Yuri, amigo mío... nunca debiste haber venido aquí". En la iglesia Soap le exige una explicación a Yuri por lo que dijo Makarov previamente, pero pronto descubren que el lugar está lleno de explosivos C-4 atados en el techo de la iglesia y es destruida, Soap rápidamente empuja a Yuri por la ventana antes que la explosión los alcance y caen por una serie de soportes exteriores hasta al suelo, mientras que Price por otra parte apenas escapa con vida de la explosión del edificio que mato a Kamarov previamente. Por otro lado, Yuri se levanta medio aturdido por la caída pero sobrevive, sin embargo Soap por otro lado descubren que durante la caída se golpeo violentamente el pecho, causando que se reabra la herida producida por Shepherd (Modern Warfare 2) y empieza a perder mucha sangre. Los tres se refugian en una casa cercana de la resistencia y tratan de darle atención médica a Soap, pero desgraciadamente Soap ya no resiste más tiempo y muere debido a sus heridas, sin embargo antes de morir le revela a Price que Makarov conoce a Yuri, sin más que hacer Price coloca en el pecho de su amigo la pistola M1911 que este utilizó para matar a Imran Zakhaev en su momento, que Soap le había regresado hace un par de meses atrás y toma su diario de una de sus bolsas, pero en ese instante un grupo de ultranacionalistas rusos los encuentra y se ven obligados a escapar.
Price abatido por la pérdida de Soap y lleno de furia golpea a Yuri y lo hace caer escaleras abajo y se prepara para ejecutarlo con su Desert Eagle, pero antes de hacerlo Price le exige a Yuri una explicación y que le diga toda la verdad, Yuri a través de flashbacks describe su rol como ultranacionalista ruso, ya que este en aquel entonces era joven cuando conoció a Makarov, se revela que Yuri y Makarov eran amigos cercanos y estaban presentes ese día en el año 1996, cuando Price intentó asesinar a Imran Zakhaev en Pripyat, pero falló en su disparo y solo logró cortarle el brazo izquierdo, sin embargo este logró escapar y sobrevivir con la ayuda de Makarov y Yuri, quien también comenta que después de ese disparó, Zakhaev les prometió poder, pero Yuri se dio cuenta de que el poder solo corrompe, luego su historia se sitúa en el 2011, mediante los acontecimientos en el Medio Oriente, durante la búsqueda de Khaled Al Asad, Yuri y Makarov estaban presentes en la ciudad observando la batalla desde una casa segura de Al Asad, hasta que Makarov recibe una llamada anónima y ordena la detonación de la bomba nuclear, la cual mató a los 30.000 soldados del cuerpo de marines de los Estados Unidos que Shepherd mencionó al final de la entrega anterior, pero Yuri desde aquel día empezaba a darse cuenta de que lo que había hecho Makarov no era un acto de guerra sino de maldad, finalmente el flashback termina llegando al día de la masacre en el aeropuerto de Moscú en el año 2016, en la cual Makarov había descubierto que Yuri los había traicionado y le disparó en el pecho a Yuri y lo dejó morir lentamente, sin embargo un malherido Yuri consigue arrastrase en el suelo hasta el ascensor y subir. Diez minutos después de que la masacre comenzó Yuri llegó a la escena y tomó una P99 de un guardia muerto y trató de detenerlos, pero antes de que los llegara a detener, Yuri termina desmayándose en el suelo debido a la herida que le hizo Makarov previamente, sin embargo unos paramédicos del aeropuerto lo encontraron y lograron salvarle la vida. Pero sumido en el remordimiento, diciendo que él era un soldado de Rusia y no un tomador de vidas inocentes y por la traición del líder terrorista, Yuri vio a Makarov como el verdadero enemigo y busca vengarse de este. Tras oír su historia, Price finalmente comprende su remordimiento y éste decide seguir manteniendo la alianza con Yuri solo momentáneamente, con ayuda del Capitán MacMillan, consiguen información sobre Makarov y los dos se dirigen a una fortaleza de la época de Zakhaev donde sospechan que Makarov estará presente. Price y Yuri se infiltran en la fortaleza con éxito, Price antes de iniciar el asalto al castillo le advierte a Yuri que lo dejará si se separa de él, pudiendo observarse la desconfianza y la distancia que mantiene sobre el hombre de Nikolai. Durante la misión descubren que el presidente Vorhevsky está secuestrado, así como inteligencia reciente de que su hija está en Berlín. Price y Yuri destruyen la base y le informan la inteligencia al equipo Metal. El equipo Metal actúa, siendo insertados en una azotea para darle fuego de cobertura al equipo Granite que intentará rescatar a Alena, que está oculta en una habitación de un hotel, pero el equipo Granite es emboscado y acribillado por rusos, dispuestos a seguir con la misión, el equipo Metal baja a la calle y avanza a través de una avenida con la ayuda de una columna de tanques Leopard 2 del Ejército Alemán, pero los rusos activan explosivos puestos en los cimientos de un edificio cercano y la caída de este aplasta a los blindados. Tras alcanzar el hotel donde la hija de Vorshevsky está como rehén, se preparan para irrumpir, pero la puerta explota y rusos salen de ella, los eliminan, pero un helicóptero se lleva a la hija antes de que puedan salvarla.
Una operación en conjunto entre la Delta Force y la Task Force 141 - con la excepción del sargento Derek "Frost" Westbrook - se lleva a cabo en una mina de diamantes en Siberia. El equipo logra salvar al presidente ruso Vorshevsky y su hija. Un helicóptero de rescate llega, pero Sandman junto con Grinch y Truck deciden arriesgar su vida para que Price y Yuri (este último herido) logren sacar con vida al presidente Vorshevsky. Una vez que el piloto despega sin el equipo Metal, Price trata de comunicarse con Sandman, pero este no responde, ya que el equipo Metal ha sido abatido por los Ultranacionalistas. Al mismo tiempo se observa cómo la mina de la que salen se derrumba, pudiendo escapar pocos segundos antes. La misión de rescate trae consigo el fin del conflicto entre Estados Unidos y Rusia. Tres meses después del conflicto mundial y como gratitud por salvar al presidente ruso, Price ha logrado que la Task Force 141 vuelva a ser autorizada y se elimine la orden de busca y captura en su contra. Price y Yuri siguen a Makarov y el 21 de enero de 2017 llegan a un hotel en la Península arábiga, Dubái. ambos utilizan armaduras juggernaut y son virtualmente imposibles de detener hasta que son atacados por un helicóptero dentro de un ascensor. Cuando sus armaduras se incendian, son forzados a dejarlas. Cuando están a punto de alcanzar a Makarov, un segundo helicóptero ataca el balcón destruyéndolo por completo, el piso colapsa y apenas logran escapar a una caída hacia su muerte. Por desgracia, Yuri termina malherido de gravedad cuando una barra metal se le incrusta en el pecho, por su parte Price intenta ir a ayudar a su compañero, pero Yuri le insiste a Price que lo deje y siga con la misión de atrapar al líder terrorista antes de que este huya. Por otro lado, Makarov intenta escapar del lugar en su helicóptero desde el helipuerto del hotel, pero Price se las arregla para subir y sabotear el aparato, provocando que el helicóptero se desplome contra el techo del hotel. Tras el violento choque, Price se despierta herido mientras observa los restos del helicóptero destruido, pero en ese instante Makarov sale de entre los escombros y Price se arrastra a donde esta una Desert Eagle y la toma, pero Makarov se la quita y está a punto de ser ejecutado por Makarov, solo para ser interrumpido por Yuri en el último segundo. Sin embargo, Makarov toma represalias y le dispara tres veces a Yuri con la Desert Eagle, donde uno de esos disparos impacta en la cabeza de Yuri, matándolo, pero gracias a esta distracción, Price rápidamente toma un cable suelto de los escombros, se lo enrolla en el cuello de Makarov y momentos después rompe el vidrio del techo y consigue matar a Makarov de una vez por todas, ahorcándolo. Por otro lado, Price sobrevive a la caída del techo y enciende un cigarro con su encendedor mientras observa el cadáver de Makarov y empieza a honrar la memoria de todos sus amigos y soldados caídos.

### Modos de juego
- Duelo por equipos.

- Ataque cibernético.

- Dominio.

- Buscar y destruir.

- Cuartel general.

- Contra todos.

- Tiroteo.

- Punto caliente.

- Baja confirmada.

- Visión nocturna.

- Guerra terrestre.

- Duelo por equipos. (20 jugadores)

Modern Warfare 3 incorporó una opción llamada “partida rápida”. En ella, podremos filtrar qué mezcla de modos de juego queremos que el matchmaking tenga en cuenta. Recordemos que, al contrario que otras ediciones, todas las salas se reinician al acabar la partida, lo que permite que la búsqueda no pare en el carrusel que elijamos. Este reinicio también lleva consigo la imposibilidad de poder votar en qué mapa queremos jugar.
La compañía no para constantemente de intercambiar los modos de juego que están en plantilla especial. Más allá de la partida rápida, cuyos modos suelen ser fijos, algunas vertientes como visión nocturna o baja confirmada varían su disponibilidad. En partida privada se encuentra la totalidad de los mismos, a excepción de guerra terrestre por motivos obvios (la búsqueda de 64 jugadores está supeditada únicamente a matchmaking).

### Facciones y fuerzas

#### Aliadas
- Task Force 141-Desautorizada: Durante Modern Warfare 2, la 141 era una fuerza elite operacional con los mejores soldados del ejército; británico, estadounidense, australiano, y canadiense que operaba bajo el mando del Teniente General Shepherd y quienes eran guiados en un principio por el capitán Price y luego por el capitán MacTavish. La guerra entre Estados Unidos y Rusia fue creada por Shepherd, esto para medir todo el poder militar estadounidense ya que creía que Estados Unidos había perdido potencial militar luego de que perdieran 30.000 hombres en oriente medio. Una vez que Price se reagrupó a la fuerza operativa, al ser rescatado del gulag por los Navy SEALs y la 141, los miembros de esta, sobre todo Soap, el afgano y Price empezaron a darse cuenta de que Shepherd había creado el conflicto Ruso/estadounidense solo para usar el poder estadounidense a su conveniencia. Shepherd empezó a desconfiar de sus hombres sobre todo en Price y Soap, una vez que el equipo de Ghost recuperó toda la información suficiente de Makarov, Shepherd decidió eliminar a todos los integrantes de la Task Force 141 con su propia compañía "Shadow" ya que no quería dejar cabos sueltos puesto que todos sus integrantes ahora sabían la verdad sobre sus verdaderos planes. Shepherd asesinó personalmente a "Ghost" y "Roach", mientas que sus hombres fallaron en la misión de eliminar a Soap y Price en Afganistán,  Shepherd se encargó de ensuciar el nombre la unidad y disolverla, puso a Price y Soap en la lista de los más buscados y a algunos de sus integrantes los clasificaron como renegados, mientras otros fueron devueltos a sus antiguas unidades. Con la muerte de Shepherd, Soap y Price quedaron desautorizados de sus cargos y rangos. La unidad también fue desautorizada, aun así, Soap y Price decidieron seguir con su búsqueda de Makarov aunque ya no estuvieran autorizados para hacerlo, con el fin de terminar la guerra y acabar de una vez por todas con los terroristas del "Círculo Interior". Cuando Price rescató al presidente Ruso logró que la unidad fuera autorizada nuevamente logrando limpiar el nombre de la 141. La Task Force 141 contaba con más de 86 miembros conocidos, pero luego de la traición y muerte de Shepherd, su número se redujo hasta solo quedar Price y Soap. Tanto Nikolai y Kamarov como Yuri forman parte de la unidad de una manera no oficial o autorizada.

- John Price: El capitán John Price, apodado Bravo Seis, es un oficial del SAS que aparece en Call of Duty 4: Modern Warfare, Call of Duty: Modern Warfare 2 y en Call of Duty: Modern Warfare 3 . Suele llevar puesto un sombrero, y el arma que más utiliza es una carabina M4A1 modificada. Forma parte de la Fuerza Operativa 141 y del 22.º regimiento del SAS. 15 años antes de Call of Duty 4: Modern Warfare era teniente tras la muerte de Shepherd, Price y Nikolai llevan a un herido Soap al escondite de Nikolai en India donde recibe atención médica. Sin embargo, Makarov los encuentra y envía a sus hombres a matar a los fugitivos pero estos logran escapar gracias a la ayuda del hombre de Nikolai, Yuri.

- John "Soap" MacTavish: Fue el protagonista escocés de la saga Modern Warfare. Apareció en Call of Duty 4: Modern Warfare como sargento, sirviendo en el 22.º Regimento del SAS como francotirador, soldado de asalto y experto en demoliciones, y en Call of Duty: Modern Warfare 2 y Call of Duty: Modern Warfare 3 como capitán y comandante de campo de la Fuerza Operativa 141 junto con el capitán John Price, el sargento Gary "Roach" Sanderson y el teniente Simon "Ghost" Riley bajo su mando. Los dos oficiales persiguen a Shepherd a través de unas cuevas en Afganistán, luchando a su vez con la Compañía Shadow en su escondite, la ubicación Hotel Bravo. A continuación Shepherd prosigue a escapar en un Pave Low, pero Price usando un arma de francotirador logra darle al helicóptero que se cae cerca de una cascada, a la vez que Soap y Price, caen por la misma. Minutos después, Soap se salva y llega a la orilla donde ve que Shepherd trata de huir de su helicóptero destruido, Soap procede a sacar su cuchillo y trata de matar a Shepherd aunque este último ataca por sorpresa a MacTavish, golpea su cabeza contra un auto averiado y lo acuchilla en el pecho con su cuchillo. En el momento en que Shepherd iba a disparar a Soap, aparece Price quien de un golpe logra hacer que Shepherd falle en el tiro y se enfrasca en una pelea mano a mano con él, Soap ve como Shepherd está sacándole ventaja a Price en la pelea y con la poca fuerza que le quedaba, logra sacar la navaja de su pecho y se lo lanza a Shepherd en el ojo izquierdo, matando al general traidor en cuestión de segundos. Price que estaba al lado del cadáver del general, logra despertarse y trata de ayudar a un malherido Soap, pero en eso se aparece Nikolai con su helicóptero MH-6. Price le dice a Nikolai "que solo era un viaje de ida", a lo que Nikolai responde: - "Da, capitán Price, conozco un buen lugar" y son evacuados por él hacia rumbo desconocido. Luego de eso la Fuerza Operativa 141 es desautorizada; y Price y Soap son declarados "Enemigos Internacionales" por el gobierno de Estados Unidos, seguida de la victoria contra Shepherd.

- Yuri: Es el protagonista ruso y co-personaje principal (junto con Derek "Frost" Westbrook) y jugable en el videojuego Call of Duty: Modern Warfare 3. Se trata de un ex Spetsnaz que sirvió en el ejército Lealista de Nikolai y fue considerado como su mejor hombre. Jugó un rol importante durante la crisis Ultranacionalista antes, durante y después de la Tercera Guerra Mundial, no se sabe mucho acerca de la vida de Yuri hasta sus revelaciones en Praga. Se sabe que sirvió en los Spetsnaz y era (como el mismo se describe en ese momento) "joven y patriota" durante la década de 1990. Su idealismo captó el interés de Imran Zakhaev y Vladimir Makarov, para finalmente hacerse amigo de este último. Sirvió en el Partido Ultranacionalista escoltando principalmente a Makarov durante la crisis en 1996, Yuri y Makarov estaban en uno de los vehículos durante el intercambio de venta de armas de Zakhaev en Pripiat, Ucrania. Después del intento de asesinato fallido por parte del teniente John Price a Zakhaev, Yuri y Makarov ayudaron y escoltaron a Zakhaev después que le fuera desmembrado su brazo izquierdo con la bala de un fusil de francotirador. Casi 15 años después, durante el Golpe de Estado de Khaled Al-Asad en el Medio Oriente, Yuri estaba parado junto a Makarov cuando este detonó un artefacto nuclear por orden de Al-Asad para nivelar la ciudad, matando a cerca de treinta mil marines estadounidenses. Sin embargo, los acontecimientos que había experimentado hicieron que Yuri se sintiera incómodo acerca de su afiliación con los Ultranacionalistas cuando Yuri se enteró de los planes de Makarov para conducir una masacre al Aeropuerto Internacional de Moscú, este último intentó detenerlo alertando al FSB. Sin embargo, Makarov se entera de la traición de Yuri y le dispara en el proceso, dándolo por muerto. Sin embargo un malherido Yuri intenta perseguir al equipo de Makarov y trata de detenerlos, pero se desmaya por la pérdida de sangre, siendo tratado por los paramédicos que llegaron a la escena y le salvaron la vida. Este evento solo condujo a Yuri a tener un fuerte odio a Makarov contribuyendo a su unión a los Lealistas luego de que Price, Soap y Nikolai llegasen al piso franco Lealista en Himachal Pradesh, India, Yuri fue presentado a Price bajo peligrosas circunstancias. Soap estaba malherido y necesitaba evacuación del piso franco antes de que los hombres de Makarov lanzasen un ataque a la casa. Yuri auxilia a Price y Nikolai en el tratado de las heridas de Soap, así como facilitó su extracción fuera del país.

- Nikolai: Nikolai (en ruso: Николай) es el nombre en clave de un informante ruso entre los ultranacionalistas de Imran Zakhaev, y un aliado del SAS en Call of Duty 4: Modern Warfare. Él sigue ayudando a MacTavish y Price en Call of Duty: Modern Warfare 2 y Call of Duty: Modern Warfare 3. Su nombre de nacimiento real aún no ha sido revelado nikolai vá hacia el cementerio de aviones en Afganistán para extraer a Soap y a Price, luego de que Sheperd traicionáse a la Fuerza Operativa 141. También habla con Price durante el camino y lleva a Soap y a Price hasta la ubicación Hotel Bravo en Afganistán, hacia el complejo de cuevas en el que se encontraba Shepherd Y retira de Hotel Bravo al Capitán Price y a un malherido Soap luego de matar al General Shepherd. Acompaña hasta el piso franco a un malherido Soap. Y luego lo atiende junto con Price.

- Delta Force: La fuerza élite y de operaciones especiales del ejército de los Estados Unidos. Dentro de ella, el equipo Metal liderado por Sandman tendrá que cumplir una serie de difíciles tareas a lo largo del juego, para asegurar la supervivencia de Europa y Estados Unidos.

- Derek "Frost" Westbrook: Derek "Frost" Westbrook es un miembro de la Delta Force , asignado al Equipo Metal y es el co-personaje principal junto con Yuri y uno de los personajes jugables en Call of Duty: Modern Warfare 3 en las misiones de dicha fuerza. Es unos pocos de los personajes jugables en los que no se puede presenciar su rostro ni su voz, no obstante, en una de las misiones se puede apreciar su voz. Nació en Atlanta, Georgia, EE.UU y tiene 32 años.

- Sandman: El Sargento Mayor Sandman fue un operador de la Fuerza Delta y el líder del Equipo Metal. Era un gran amigo de John Price el 8 de octubre de 2013, justo dos días antes de su cumpleaños 44, Sandman participó en la muy grande Operación Kingfish, cuyo objetivo era capturar y/o matar a Makarov, junto con John Price, John "Soap" MacTavish y Simon "Ghost" Riley[1]. Pero no tuvieron éxito en la misión y Price es capturado por los Ultranacionalistas.

- Grinch: Grinch fue un personaje de Call of Duty: Modern Warfare 3 que apareció en las misiones de la Fuerza Delta. Es parte del Equipo Metal junto con Sandman, Truck y Derek "Frost" Westbrook.

- :Truck: Truck fue un soldado perteneciente al Equipo Metal de la Fuerza Delta, junto a Sandman, Derek "Frost" Westbrook y Grinch, teniendo como misión enfrentarse a los soldados de las fuerzas Ultranacionalistas rusas en la campaña de Call of Duty: Modern Warfare 3.

- Special Air Service: Fuerzas especiales británicas bajo el mando del Mayor General MacMillan que interceptan a varios camiones con un material desconocido. Anteriormente tanto John Price como "Soap", pertenecían al 22.º regimiento del S.A.S. junto a Wallcroft y Griffin.

- Wallcroft: Es un soldado del SAS quien luchó al lado de Soap, Gaz y Price durante los hechos del Call of Duty 4: Modern Warfare y junto a Burns y Griffen en el Call of Duty

- Griffen: Fue un soldado del SAS quien luchó al lado de Soap, Gaz y Price durante los hechos del Call of Duty 4: Modern Warfare y junto a Burns y Wallcroft durante Call of Duty: Modern Warfare 3.

- Marcus Burns: Es un sargento del Servicio Aéreo Especial que aparece en la misión Cuidado con el hueco de Call of Duty: Modern Warfare 3.

- Navy SEALs: Fuerza elite de la Marina de los Estados Unidos junto con la Delta force, nos proporcionaran ayuda en el asalto al submarino ruso en la batalla por Nueva York.

- Servicio Protector Federal "F.S.O": Fuerza de seguridad especializada que protege diferentes puestos del gobierno Ruso.

- Loyalistas: Fuerza militar leal a un gobierno Ruso establecido y facción opuesta al ultranacionalismo. Luego de perder la guerra civil Rusa, su sede se estableció en la India, y sus líderes pasaron a ser Kamarov, Nikolai y Yuri.

- GIGN: Reconocida Fuerza Antiterrorista a nivel mundial, proporciona apoyo en París para capturar a Volk.

- Ejercito Alemán: Aparecen en las misiones del tercer acto, cuando apoyan a los Delta Force durante los combates en Berlín, en la misión donde se rescata a la hija del Presidente Ruso.

- Resistencia Checa: Ciudadanos checos que ayudan a la Task Force 141 al infiltrarse en Praga, donde se preparan para asesinar a Makarov.

#### Enemigas
- Ultranacionalistas: Facción política leal al ultranacionalismo dirigido por el presidente ruso Boris Vorshevsky luego de la derrota loyalista, tenía como líder a Imran Zakhaev, y luego a Vladimir Makarov.

- Círculo Interior: Facción Terrorista leal al ultranacionalismo dirigido por Vladimir Makarov luego que Zakhaev muriera, los ultranacionalistas se dividieron en dos grupos la facción de Vorshevsky (el actual Gobierno Ruso) y la de Makarov que pasaría a ser el Círculo Interior.

- Milicia Africana: Fuerza que nos encontramos durante las misiones "Devuelta a la Parrilla" y "Regresar al Remitente", que es fiel a Waraabe, y de esta manera a Makarov, tiene cierto parecido a la guerrilla brasileña del Modern Warfare 2.

- Fuerza Policial Arábiga: Fuerza policial corrupta que aparece en la última misión del juego, protegían a Makarov en el hotel Oasis intentando detener a Yuri y a Price para darle tiempo a Makarov de escapar del hotel. Price y Yuri al usar trajes Juggernauts son imparables durante la incursión al hotel logrando acabar con toda la fuerza policial.

## Sistema de juego
Call of Duty: Modern Warfare 3 posee una estructuración similar a la de otros títulos de la serie. El núcleo de este consiste en elementos básicos de un videojuego de disparos en primera persona. La mayor parte del juego es mostrada desde los ojos del personaje a asumir en los distintos escenarios de este. El jugador es capaz de caminar, correr, saltar y nadar; y así como principal y básicamente, utilizar armas y combatir. El ambiente cerrado, y lineal se sigue manteniendo al igual que otros títulos de la serie, ya que cada misión es necesaria para progresar a través del juego y desbloquear más contenido sobre esta misma. Modern Warfare 3 posee tres modos principales: Operaciones especiales, la campaña para un jugador, y un modo multijugador; los tres, con distintas modalidades y opciones de juego.
Al comienzo de cualquier nivel de la campaña, el jugador es capaz de portar dos armas —sin importar el tamaño de estas— y dos tipos de granadas: cuatro granadas letales y cuatro tácticas. La granadas siempre suelen ser de fragmentación y aturdidoras, respectivamente. Asimismo, el jugador lleva siempre consigo un cuchillo, que puede ser utilizado en cualquier momento; y a diferencia de otro equipamiento, este no cuenta en ninguna ranura del arsenal de armas que posea el jugador. El personaje, utilizando cierto botón, es capaz de realizar un ataque cuerpo a cuerpo, únicamente con el cuchillo. Los enemigos y aliados dejan caer sus armas cuando son asesinados, dándole la oportunidad al jugador, presionando cierto botón, de reemplazar cualquier arma de su arsenal actual.
El head-up display posee la estructura básica de los anteriores títulos de la serie. El jugador posee una retícula en el centro de la pantalla, representado como cuatro líneas delgadas de color blanco en forma de cruz. Estas líneas representan el área de propagación de disparos del arma. La mira se pondrá de color rojo cuando se apunte a un enemigo, y de color verde cuando se apunte a un aliado. La retícula se verá influida en su tamaño según la posición en la que el jugador se encuentre, y también el nivel de precisión del arma a utilizar. El jugador también posee en su head-up display un indicador de granadas, que aparecerá en la pantalla en momentos en que el jugador esté cerca de una. El indicador ayuda al jugador para bien devolver o alejar la granada acercándose y lanzándola, o simplemente correr lejos de esta para evitar ser herido. Otras características del HUD son: una brújula que indica la dirección en la que se está mirando; un indicador de posición del cuerpo, que muestra si se está agachado o acostado boca abajo; y por último, un indicador de disponibilidad de municiones que muestra la cantidad exacta de balas y granadas que le quedan al jugador.
El jugador es capaz de efectuar el uso de su arma de dos maneras: disparando desde la cadera (en inglés: «Firing from the Hip») y disparando desde la mira (en inglés: Aim Down Sight), siendo esta última mucho más efectiva y precisa. El jugador puede posicionarse en tres diferentes posturas: parado, agachado y decúbito prono. Cada una afecta a distintos índices de movimiento, velocidad y precisión del jugador. El personaje puede correr por un corto tiempo, lo que afectará aún más la retícula del jugador. Solo se puede correr mientras se encuentre parado. Mientras se corre, el jugador no es capaz de disparar, golpear o recargar su arma, ni ninguna otra acción. Usar cobertura ayuda al jugador a evitar el fuego enemigo o recuperar la salud después de recibir un daño significativo. El personaje no posee ningún medidor ni número que represente su vida. El bienestar de este está representado por salpicaduras de sangre en la pantalla. Si el personaje ha recibido algún ataque, este se representará en el borde de la pantalla por un arco rojizo, el cual también, según la posición en la que esté, indicará desde donde se origina el ataque.

### Otras características
Call of Duty: Modern Warfare 3 incluye contenido multijugador en línea, con un total de dieciséis mapas, no obstante, saldrán a la venta más mapas posteriormente. Los mapas que vienen con el videojuego son: «Arkaden», «Downturn», «Hardhat», «Resistance», «Bootleg», «Dome, «Lockdown», «Seatown», «Bakaara», «Fallen», «Mission», «Underground», «Carbon», «Interchange», «Outpost» y «Village».  De igual forma, el modo Operaciones Especiales volverá a Modern Warfare 3, poseyendo una estructuración similar a la vista en Modern Warfare 2. Operaciones Especiales se emplazará en dos modos principales, siendo estos «Misión» y «Supervivencia». Las misiones en modo Misión son parecidas a las de Modern Warfare 2; mientras que las del modo Supervivencia le dará como objetivo al jugador —en cierto modo, parecido a Zombies, de Call of Duty: Black Ops— acabar con oleadas interminables de enemigos cada vez más difíciles. A diferencia del modo Zombies, los enemigos no aparecerán de lugares y posiciones fijas, en vez de eso, el juego creará posiciones tácticas basadas en la ubicación del jugador.
El modo Supervivencia está disponible para ser jugado tanto en solitario como en cooperativo y multijugador en línea, de igual forma, los jugadores pueden obtener dinero virtual al realizar con éxito las misiones, el cual puede ser utilizado para armas, munición y mejoras. Los mapas para el modo Operaciones Especiales en Misión son: «Civilian Rescue», «Flood the Market»,«Invisible Threat», «Little Bro's», «Out of Africa», «No Fly Zone» y «Wing Man». El sistema de Killstreaks ha sido «modernizado» en cuanto sus recompensas. Igualmente, el «Quick-scoping» —técnica que obliga al jugador a apuntar siempre al momento de utilizar un fusil de francotirador— también ha vuelto, luego de haber estado ausente en Call of Duty: Black Ops. Por otro lado, el «Dive to prone» —técnica en la cual el jugador es capaz de lanzarse en 90 grados hacia el suelo, quedando en decúbito prono— ha sido eliminado en Modern Warfare 3.

### Armas

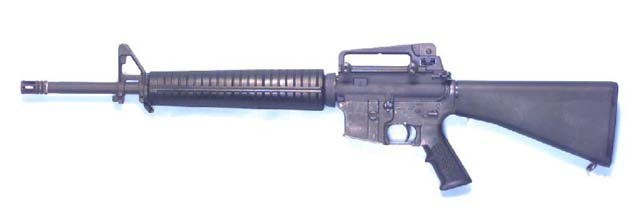
El fusil M16A4, una de las armas disponibles en el videojuego.

|                             | Armas de Call of Duty: Modern Warfare 3                                                   |
| --------------------------- | ----------------------------------------------------------------------------------------- |
| Fusiles de asalto           | M4A1 · M16A4 · SCAR-L · CM901 · Type 95 · G36C · ACR 6.8 · MK14 · AK-47 · FAD             |
| Subfusiles                  | UMP45 · MP5 · PP90M1 · P90 · PM-9 · MP7                                                   |
| Ametralladoras ligeras      | L86 LSW · MG36 · PKP Pecheneg · MK46 · M60E4                                              |
| Fusiles de francotirador    | Barrett .50 cal · L118A · Dragunov · AS50 · RSASS M110 Semi Automatic Sniper System · MSR |
| Escopetas                   | USAS 12 · KSG 12 · SPAS-12 · AA-12 · Striker · Modelo 1887                                |
| Pistolas ametralladoras     | FMG9 · MP9 · Skorpion · G18                                                               |
| Pistolas y revólveres       | USP .45 · P99 · MP-412 · .44 Magnum · Five-seveN · Desert Eagle                           |
| Lanzacohetes y lanzamisiles | SMAW · Stinger · Javelin · RPG-7                                                          |

### Campaña
El jugador asume el papel de varios personajes, los cuales tienen un nivel de realismo extremo. Durante la campaña para un jugador, la participación de los personajes ocurre simultáneamente y de forma superposicionada. Por lo tanto, cambia la perspectiva del jugador desde uno a otro personaje entre las misiones. Cada misión cuenta con una serie de objetivos, los cuales se muestran en el head-up display, y que aparecen en la parte superior izquierda de la pantalla. Estos objetivos indican al jugador hacia que dirección y distancia se encuentra dicho objetivo a cumplir. Asimismo, se mostrará paralelamente junto con los objetivos el momento en que el jugador logre llegar a algún punto de control. Algunos objetivos requieren que el jugador llegue a cierto punto de control, mientras que otros objetivos requieren de la eliminación de objetivos u hostiles en cantidad y/o lugar determinado, mantenerse firmes para defender un objetivo, o plantar explosivos en instalaciones enemigas. Durante gran parte del juego se está acompañado por las tropas aliadas, las cuales combaten junto al jugador ayudando durante las misiones, de este modo así, proveyendo fuego defensivo, derribando a enemigos, alejando granadas y despejando cuartos para su entrada.
La campaña posee —al igual que otras entregas de la serie— niveles de dificultad a elección del jugador, los cuales aparecen al comienzo de una nueva partida, o al momento de elegir una misión al azar, estos son cuatro: «Recluta», que es el menos complicado y el que menos retos posee durante la campaña; «Profesional», en donde el jugador posee más retos con un poco más de dificultad, pero todavía no es suficientemente difícil; «Curtido», modo el cual es ideal para jugadores experimentados, y que posee enemigos más listos y peligrosos —a pesar de ser los mismos—, y muchos más retos que las dificultades anteriores; y por último, «Veterano», siendo el último y el más arduo nivel de dificultad, donde los enemigos se vuelven brutales y extremadamente precisos con las armas.

### Multijugador
El forma de juego del multijugador ha sido descrita por Infinity Ward como una combinación de Call of Duty 4: Modern Warfare y Call of Duty: Modern Warfare 2 pero con varias adiciones mayores:
La nueva "Tienda de prestigio" está siempre disponible desde los barracks. El jugador puede usar prestigios de juegos pasados, prestigios en MW3, o por estar en un clan que tenga nivel 50.

#### Rachas de baja
En el modo multijugador y en línea se puede obtener recompensas por matar a varios enemigos sin morir. Hay un total de 15, pero en una batalla solo se puede tener 3 seleccionados.  Hay tres tipos de recompensas: de asalto, de apoyo y de especialista. Las recompensas son las siguientes:

##### Asalto
- UAV - 3 bajas: Muestra enemigos en el radar como puntos rojos por 30 segundos. Los enemigos que tienen equipada la ventaja asesino no se muestran en el radar.

- Paquete de Ayuda - 4 bajas: El paquete de Ayuda se coloca en el campo de batalla y contiene una killstreak aleatorio. El paquete de servicios puede ser recogido por cualquier persona, incluso el enemigo.

- S. M. I. - 5 bajas: El Sistema Inteligente de Municiones se activa automáticamente una vez que un enemigo se acerca a ella. Dispone de 4 granadas antipersonal que explotan en el aire.

- Misil Predator - 5 bajas: Te permite controlar a distancia un misil Predator desde el suelo.

- Torreta - 5 bajas: Se lanza desde el aire una ametralladora con sensor de proximidad, que ataca automáticamente a los enemigos una vez desplegada. Los jugadores que utilizan el beneficio de ojos ciegos no serán atacados por estas.

- Ataque de Precisión - 6 bajas: Te permite lanzar un ataque aéreo de precisión.

- Helicóptero de Ataque - 7 bajas: Te permite llamar un helicóptero de ataque que vuela por el mapa y ataca a los enemigos por un corto tiempo.

- Ametrallamiento - 9 bajas: Te permite llamar cinco helicópteros para barrer el área indicada con potencia de fuego masiva.

- Apoyo de AH-6 - 9 bajas: El Overwatch AH-6 llega y te sigue, protegiéndote y atacando a los enemigos que te encuentres.

- Reaper - 9 bajas: Tomas el control de un UAV y lo usas para lanzar 14 misiles guiados por láser al suelo.

- Dron de asalto  - 10 bajas: Tomas el control de un tanque a radiocontrol, armado con una ametralladora ligera y un lanzacohetes. 5 cm de blindaje.

- AC-130 - 12 bajas: Eres el artillero de un AC130 por 30 segundos. Usas los cañones automáticos de 25 mm, 40 mm y el obús de 105 mm para atacar a los enemigos.

- Pave Low - 12 bajas: Te permite llamar un helicóptero de asalto blindado que ataca a los enemigos. El Pave Low es más difícil de destruir y tiene una mayor potencia de fuego que el helicóptero de ataque normal.

- Juggernaut - 15 bajas: Recibes el traje de Juggernaut, equipado con una ametralladora M60E4 y un revólver MP412. Reduce tu movilidad, pero te hace más resistente al daño, además cuenta con la ventaja de Carroñero.

- Artillero de Osprey - 17 bajas: Eres el artillero de un V-22 Osprey que lanza Care Packages. Es bastante similar al Chopper Gunner de Call of Duty: Modern Warfare 2.

##### Apoyo
- UAV - 4 bajas: Muestra en el radar a los enemigos como puntos rojos por 30 segundos. Los enemigos que tienen la ventaja asesino equipado no se muestran en el radar.

- Counter UAV - 5 bajas: Desactiva temporalmente el radar enemigo durante 30 segundos.

- Ballistic Vests - 5 bajas: Puedes recoger los chalecos antibalas de tus compañeros caídos. Con cada chaleco antibala recogido, aumentas tu resistencia al daño.

- Airdrop Trap - 5 bajas: Cae un paquete de apoyo amañado, que explota una vez que el enemigo trata de recuperarlo.

- SAM Turret - 8 bajas: Después de instalarse, la torreta SAM automáticamente repele los ataques aéreos enemigos.

- Recon Drone - 10 bajas: Controlas un helicóptero UAV. Lo utilizas para que tus compañeros de equipo puedan ver la ubicación de los enemigos.

- Avanced UAV - 12 bajas: Pone de manifiesto tanto la posición del enemigo, así como la dirección en que se mueve por un breve período de tiempo. Los enemigos con la ventaja asesino no serán detectado por el Advanced UAV.

- Remote Turret - 12 bajas: Puedes controlar manualmente una torreta con mando a distancia. Además puedes dejar de ver a través de la mira de la torreta y montarla nuevamente en cualquier momento.

- Stealth Bomber - 14 bajas: Un B-2 Spirit efectuará un bombardeo de alfombra sobre el área seleccionada. Es indetectable y no puede ser derribado por el enemigo

- Juggernaut Recon - 18 bajas: Recibes el traje de Juggernaut, equipado con la pistola USP.45 y un escudo antidisturbios. Reduce tu movilidad, pero te hace más resistente al daño además cuenta con la ventaja de Carroñero y un sensor de aproximidad.

- EMP - 18 bajas: Desactiva temporalmente los aparatos electrónicos enemigos y elimina el apoyo aéreo enemigo.

- Escort Airdrop - 18 bajas: Una versión controlada del killstreak Osprey Gunner. Suelta paquetes y también los defiende.

##### Especialista
Todos los perks son a los que elija el jugador.
- Perk 1 - 2 bajas

- Perk 2 - 4 bajas

- Perk 3 - 6 bajas

- All Perks - 8 bajas

### Operaciones Especiales
Una nueva característica es un sistema de niveles parecido al de multijugador. El jugador gana puntos de experiencia en modo supervivencia y misiones, desbloqueando nuevas misiones y armas, equipo y ventajas para modo supervivencia. Mission Mode es parecido a los Spec-Ops de Modern Warfare 2. Contiene 16 misiones, como misiones con objetivos contrarreloj o bien de múltiples objetivos, al contrario de modo supervivencia que se basa en oleadas. Survival Mode una característica nueva de Modern Warfare 3 en la cual los jugadores deben sobrevivir a oleadas de enemigos en varios mapas multijugador. Las oleadas son al azar, pero aumentan en dificultad constantemente, por lo que en etapas avanzadas, los jugadores pueden esperar múltiples Juggernauts, perros o enemigos con C4 y soporte aéreo enemigo al mismo tiempo. No hay forma de ganar este modo de juego, ya que las oleadas continuarán hasta que el jugador haya muerto. Cada Mapa Multijugador se podrá jugar en Supervivencia pero su dificultad es diferente según los mapas.

### Versiones
Modern Warfare 3 fue lanzado con dos versiones, la normal y la Hardened, tanto en Xbox 360 como en PlayStation 3.
La versión normal o estándar contiene un Disco de juego, el manual y en algunos casos, un pase de Xbox live. Mientras que su versión especial o Hardened contiene:
- Un Disco de Juego.
- 1 año de membresía a Call of duty: Elite.
- Un traje de Juggernaut para el avatar en Xbox o un tema para PlayStation Network.
- Un pase de "Fundador" que incluiría ciertos beneficios, camuflajes y títulos únicos.
- Todos los Contenidos Descargables, aun cuando se haya vencido su subscripción a Elite.
- "El diario de Soap": un libro con más de 100 páginas de arte e información sobre todos los juegos de Modern Warfare desde el punto de vista de "Soap" Mactavish.

El juego no tuvo una Edición Prestigio como los anteriores.

### Contenido descargable
El contenido descargable para el juego estuvo dividido en dos áreas, la temporada de contenido de Call of Duty Elite disponible solo para los miembros Prémium o de pago del mismo, que saldrán primero en forma de pequeños grupos antes que los "Paquetes de Contenido", y los "Paquetes de Contenido" que fueron liberados tiempo después a través del Bazar de Xbox 360 y PlayStation Network. En Xbox live los primeros 2 mapas del juego fueron liberados el 24 de enero de 2012 y su primer paquete de mapas salió en marzo del mismo año. La temporada de Contenido de Call of Duty Elite originalmente contenía 20 piezas de contenido (Mapas, Misiones etc) pero en enero fue cambiado a 21, y posteriormente en febrero a 22. Actualmente Robert Bowling habló sobre que la suscripción Prémium a Elite contendría 24 piezas de Contenido Nuevo, ya sean Mapas, Misiones, u otros contenidos que pueden ir desde Modos de juego hasta mapas para Face-off.
Temporada de contenido de Call of Duty Elite
- 24 de enero en Xbox, 28 de febrero en PlayStation 3: 2 Nuevos mapas multijugador: "Liberation": El parque central de Nueva York en la época de otoño y "Piazza": un pequeño pueblo italiano.
- 21 de febrero en Xbox, 29 de febrero en PS3: Nuevo mapa Multijugador: "Overwatch": Un mirador en construcción en un edificio de Nueva York.
- 13 de marzo, 12 de abril: Nuevo mapa Multijugador: "Black Box": El avión presidencial estrellado en medio de una lujosa comunidad en California, y las dos primeras Misiones de Operaciones Especiales: "Black Ice" y "Negotiator".
- 17 de abril ,10 de mayo: "Foundation": Una vieja fábrica situada en algún lugar de Corea del Sur, donde los enfrentamientos a larga distancia y los muchos caminos se harán notar a través del desolado paisaje del mapa, y "Sanctuary": Un monasterio en las empinadas montañas de Grecia que se ajusta a cada estilo de juego de los jugadores.
- 15 de mayo, 14 de junio: 2 Misiones de Operaciones Especiales: "Iron Clad" y "Kill Switch", Nuevo Modo 2v2 "Face-off" y 4 mapas multijugadores para el nuevo Modo: "Gateway": Una mansión en la zona costera brasileña, "Erosión": las ruinas de Roma mientras el volcán Vesuvio estalla, "Lookout": volviendo a Afganistán a un puesto de avanzada militar y "Aground": una chatarría en las costas de escocia, y 1 nuevo Mapa Multijugador: Oasis: Un lujoso Hotel en Dubái.

-Gratis en mayo: Aground y Erosión.
- 19 de junio : 3 mapas Face off: Intersection: Una intersección en Nueva York junto a un puente,  U-Turn: una carretera colapsada en medio oriente y Vortex: una granja asediada por un gran tornado, más la misión "Reconocimiento Ártico".
- 16 de agosto: Decommission: Un pequeño cementerio de barcos en una playa desolada y Off-Shore: Una plataforma petrolífera con varios niveles para combatir bajo una tormenta y la operación especial: "Vértigo".

-Gratis en julio: Mapa de Mw2: Terminal.
- 7 de agosto : Las operaciones especiales: "Light Em UP" y "Special Delivery", junto con el modo "Special Ops Chaos".
- 5 de septiembre: 3 mapas multijugador: Gulch: Una zona desolada de un desierto en Utah con espacios abiertos y vulnerables, Boardwalk: Una línea de playa en Nueva Jersey y Parish: una iglesia en ruinas, cerrando el ciclo.

Los contenidos para los jugadores de PlayStation 3 que hayan comprado su suscripción a Elite fueron liberados en fechas posteriores a las anunciadas para Xbox live. Debido a la paciencia de los usuarios de PS3, se les ha regalado un tema del juego. Originalmente el calendario de contenido contenía 12 mapas multijugador, 6 misiones de operaciones especiales y 2 modos de juego. Actualmente contiene 5 misiones especiales, 15 mapas multijugador y 4 contenidos clasificados.
Ajeno a esto, se sumarán nuevos modos de juego a la lista de juego de la comunidad, entre los cuales actualmente están: "DropZone", "Infectado" y una lista de juego formada por 3 tipos diferentes de juego de tipo "Contra todos" siendo estos: "Todo o Nada", "Uno en la recámara" y "Juego de Armas". Se espera que los modos "Juggernaut" y "Duelo por equipos Juggernaut" sean agregadas a las listas en un futuro.
Colecciones: Paquetes de Contenido
Colección de Mapas 1: El primer paquete de contenido disponible para cualquier jugador, disponible a partir del 20 de marzo para Xbox 360 y para abril 19 para la PlayStation 3 a un precio de $14.99 o €12. Es el primer contenido descargable que contiene Operaciones Especiales. Conteniendo las siguientes adiciones al modo multijugador, supervivencia y operaciones especiales:
- Cuatro nuevos mapas para el Modo Multijugador y el modo Supervivencia: "Liberation": Añadiendo un mapa amplio para Francotiradores, "Piazza": Presentando combate Cercano en su mayoría, "Overwatch": Un mapa casi Simétrico con combate Cercano, Medio Y largo, y "Black box": Un vecindario donde las casas servirán como única protección contra Francotiradores, pero en ellas se desarrollarán enfrentamientos de Corto alcance.
- Dos Misiones de operaciones especiales totalmente nuevas: "Black Ice": Incluyendo una Secuencia en motos de Nieve, Infiltación de la Base Siberiana de Makarov, y su sabotaje, así como un escape exitoso y "Negotiator": Una misión con el objetivo de rescatar todos los rehenes posibles, obligando al jugador a ser rápido y preciso.
- Seis Nuevos Logros & Trofeos, todos ambientados en las Misiones de Operaciones Especiales.

Colección de Mapas 2: Face-off: Salió a la venta el 22 de mayo e incluyó el modo face off Elite, incluye:
- Actualmente los mapas "Foundation": Una fábrica de cemento abandonada en Corea del Sur hecha especialmente para brutales tiroteos, "Sanctuary": Un viejo monasterio situado en Grecia que se ajusta a cada modo de juego,y  "Oasis": Un lujoso hotel ubicado en Dubái donde la acción se desarrollará en 3 zonas con combate de corto a medio alcance.
- "Face-off" y sus dos mapas exclusivos, "Lookout":Un puesto de Avanzada en Afganistán , y "Getaway":Una lujosa mansión en Brasil. Los mapas Getaway y Oasis presentan la nueva habilidad para sumergirse debajo del agua.
- Dos nuevas operaciones especiales "Kill Switch": Tomando el Rol de Ozone y Scarecrow, agentes de la 141 durante Modern Warfare 2 deberán bajo las órdenes del General MacMillan deberán noquear el sistema eléctrico de una ciudad portuaria rusa mediante un EMP y "Iron Clad": una misión de escolta en la que, si se juega con dos jugadores uno deberá limpiar el paso y otro manejará un tanque hasta la costa de la ciudad de Hamburgo.
- Seis Nuevos Logros o Trofeos ambientados en las Operaciones Especiales.

- Modo Face-Off y Los Mapas "Erosión" Las ruinas de Roma con el volcán Vesuvio en el Fondo:y "Aground": Un barco abandonado en Escocia, gratuitos para todos una vez liberados "Getaway" y "Lookout".
Colección de Mapas 3: Paquete Caos: Salió a la venta el 9 de agosto, está centrado en el modo special ops e incluye:
- 4 Operaciones Especiales: Vertigo, Light Em Up, Special delivery y artic recon.
- 10 Nuevos logros.
- 3 Mapas de Face Off: Vortex, U-Turn y Intersection.
- El modo "Special Ops Chaos".

Colección de Mapas 4: El Asalto Final: Saldrá a la venta el 7 de septiembre, está centrado en el modo multijugador e incluye:
- 5 Mapas Multijugador: Gulch, BoardWalk, Decommission, Off-Shore y Parish.

## Desarrollo
En abril de 2010, un mensaje del director de operaciones de Activision, Thomas Tippl, confirmó que Infinity Ward trabajaba en un nuevo título, y que Sledgehammer Games y Raven Software se unieron al desarrollo del juego. Asimismo, argumentó que «se dará a conocer más información durante todo el año», y que no era el tema principal no ese momento, explicando: «estamos muy centrados en el lanzamiento de este año»; dicho lanzamiento se refería a Call of Duty: Black Ops. El trabajo en Call of Duty: Modern Warfare 3 comenzó tan solo dos semanas después del lanzamiento de Modern Warfare 2, pero se dio a conocer de forma concreta después de la disputa legal entre los cofundadores de Infinity Ward, Jason West y Vince Zampella, y Activision; y que tuvo como resultado el despido de ambos de la compañía.
Durante finales de febrero y comienzos de marzo de 2011, apareció un desconocido sitio web llamado www.FindMakarov.com, en el cual se apreciaba una cuenta regresiva que relacionaba a la serie Call of Duty. Durante varios días, y a manera de bulo, se dio por hecho que el sitio pertenecía a Activision o similar, y que éste publicaría información anexada con Modern Warfare 3. Activision desmintió que éste sitio no perteneciera a alguna de sus estrategias promocionales. Finalmente el sitio se reveló a sí mismo, tratándose de un cortometraje realizado por seguidores de la franquicia, nombrado como «Find Makarov» (en español: «Busca a Makarov»). Posteriormente, se reveló que la cinta había sido perpetrada por un estudio canadiense llamado «We Can Pretend». En el cortometraje se podía apreciar un desenlace de Modern Warfare 2 y de su continuación en Modern Warfare 3, mostrando a personajes como Price, MacTavish, Shepherd y Nikolai.
Modern Warfare 3 funciona a 60 imágenes por segundo y utiliza el motor MW3 Engine (conocido de forma no oficial como IW 5.0), una remodelación de la anterior versión de IW engine que incluye mejoras de texturas y audio. El título también posee un modo para personas daltónicas. Michael Condrey, vicepresidente de Sledgehammer Games, explicó: «Hay casi un millón de usuarios con daltonismo que juegan a Call of Duty cada día».
Inicialmente se desconocía la trama de la campaña individual. Asimismo, la revista UK Official PlayStation Magazine especuló que el argumento de Modern Warfare 3 sería una protagonizada por Ghost, personaje de Call of Duty: Modern Warfare 2. Sin embargo, no fue hasta el 13 de mayo de 2011, en que el sitio web de videojuegos Kotaku reveló la existencia concreta de Modern Warfare 3, como consecuencia de una fuga masiva de información. De acuerdo con Kotaku, esta filtración provino de varias fuentes que pudieron o no haber trabajado en Activision e Infinity Ward. La fuga contenía información exhaustiva sobre el juego, confirmando que sería una secuela directa de Call of Duty: Modern Warfare 2, así como los detalles respecto a las armas, niveles y modalidades del juego. En respuesta a las filtraciones, Robert Bowling publicó en su Twitter: «Una gran cantidad de información filtrada sobre MW3, algunas todavía exactas, otras no. Para evitar estropear la experiencia, me gustaría esperar a la revelación real».
Horas después de la filtración ocurrida, Call of Duty publicó en YouTube cuatro avances teaser que tenían como título «América», «Inglaterra», «Francia» y «Alemania», lo cual indicaba las localidades ambientadas en el juego. Durante ese mismo 13 de mayo, Activision hizo saber su molestia al haberse filtrado tanta información por medio de Kotaku. Su director ejecutivo, Eric Hirshberg, dijo: «[La filtración] no fue casualidad, de hecho, dentro de Activision se considera un problema importante, el que ya estamos investigando para saber que pasó». En efecto, esto justificó el hecho de haber lanzado los cuatro avances horas después de la filtración. Hirshberg después explicó que «muy pocas compañías se levantan con una filtración de este tipo, y se van "a dormir" sacando una clara ventaja de la situación». Por último, agregó que «al final, logramos desviar la atención de la gente, y en vez de que el diálogo se de entre el público y la filtración, se dio entre el público y nosotros (...) En circunstancias difíciles, salimos adelante y el lanzamiento del juego no pudo haber comenzado mejor».

## Promoción y lanzamiento

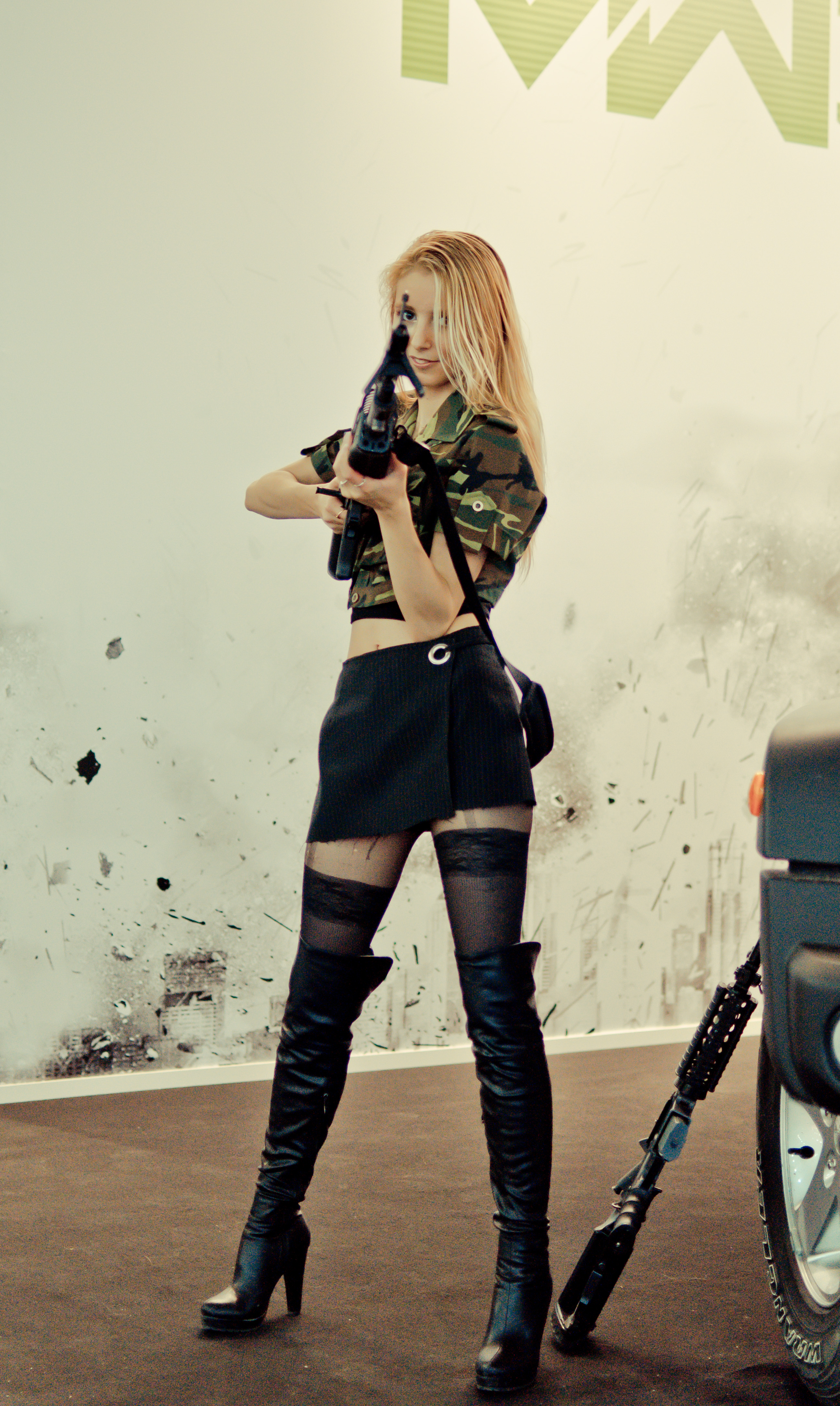
Acto promocional de Call of Duty: Modern Warfare 3 en el IgroMir de Rusia 2011.

El 23 de mayo de 2011, Activision lanzó el primer tráiler del juego durante la final de la NBA. El tráiler mostraba, al igual que los anteriores, batallas en los Estados Unidos, Alemania, Francia e Inglaterra. El 1 de julio de 2011, mediante su Twitter, Robert Bowling comentó que habría varios cambios el sistema de killstreaks (rachas de muertes), sin embargo, no se han dado más detalles.  «Hemos cambiado por completo el funcionamiento del sistema Killstreak. Ahora no puedo contar nada realmente, pero lo compartiré con todos ustedes en cuanto pueda», comentó Bowling. Posteriormente, el 6 de junio de 2011, la primera demo en directo del juego fue presentado por Bowling y Glen Schofield en la E3 2011. Ya para el 14 de junio de 2011, la primera demostración en vivo del nuevo Modo Supervivencia fue presentado en el programa de Jimmy Fallon, Late Night with Jimmy Fallon, junto con Simon Pegg. Varios tráileres fueron lanzados posteriormente: El 2 de septiembre de 2011, se lanzó el tráiler del modo multijugador; el 3 de septiembre, otro tráiler de larga duración sobre el multijugador fue lanzado, mostrando su head-up display junto con varias armas, ventajas (perks) y rachas de muertes (killstreaks); el 6 de octubre, un segundo tráiler de larga duración fue lanzado a través de YouTube; y días posteriores, el 22 de octubre, se lanzó el tráiler de lanzamiento del videojuego.
El 7 de agosto de 2011, se hizo saber que Call of Duty: Modern Warfare 3 sería lanzado, igualmente que su antecesor, para las consolas Nintendo DS y Wii. Los responsables de llevar el trabajo a las consolas de Nintendo recayó en Treyarch —estudio desarrollador de Modern Warfare: Reflex Edition— para el caso de Wii, mientras que la versión de DS fue desarrollada por n-Space. El título, por decisiones de Activision Blizzard,  no estuvo disponible para Nintendo 3DS y Wii U. Esto se dio a conocer por la misma n-Space a través de su Facebook oficial, quien dijo que «hacemos los juegos que nos piden. No es nuestra decisión decidir las plataformas para las que desarrollamos».
El 24 de agosto de 2011, PepsiCo, compañía propietaria de Mountain Dew, anunció oficial en su página de Facebook que dicha bebida sería utilizada para promocionar el videojuego, utilizando dos bebidas promocionales de sabor cereza-cítrico y tropical. Las bebidas fueron lanzadas en octubre de 2011 y contarán con códigos para darle al jugador doble puntaje de experiencia en el juego. De igual forma, la marca Doritos también hará promoción hacia el juego con sus sabores «Cool Ranch» y «Nacho Cheese», y también se regirán por las mismas reglas que la promoción de Mountain Dew. Ambas promociones se iniciarán el 10 de octubre de 2011 y finalizarán el 31 de diciembre de 2011.

### Call of Duty Elite

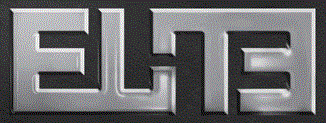
Logotipo de Call of Duty Elite.

El 31 de mayo de 2011, Activision anunció Call of Duty Elite, un nuevo servicio en línea para los modos multijugador de Modern Warfare 3 y Call of Duty: Black Ops.  Al igual que Battle.net, Elite contará con estadísticas permanentes a través de múltiples juegos, así como una multitud de opciones de redes sociales. «El promedio de tiempo que un jugador de Call of Duty dedica a su modo multijugador es de 58 minutos al día, cifra que supera al tiempo otorgado diariamente a Facebook», aseguró Eric Hirshberg, quien posteriormente explicó el servicio próximo a salir: «Podremos estar en contacto con nuestros amigos, con jugadores con un perfil similar al nuestro, gente de nuestra ciudad, con quienes tienen los mismos pasatiempos que nosotros, unirnos a clanes o grupos sociales, subir, ver y realizar comentarios sobre contenidos exclusivos que se generen por los jugadores; Call of Duty Elite ofrecerá más y nuevas formas de conexión, de las que nunca se han visto. Elite también permitirá a los jugadores de cualquier nivel, mejorar su rango de juego gracias a la disponibilidad de herramientas intuitivas, así como competir en torneos, con premios reales y virtuales».
El servicio ofreció a la comunidad concentrándose en lo que Activision nombró como «los tres pilares fundamentales de Elite: "conexión", "competición" y "mejoras"», ofreciendo mayor control y experiencia sobre el multijugador, haciéndolo más competitivo, donde los jugadores tienen a su disposición una amplia variedad de eventos y competiciones en las que participar, también poseen herramientas e información que está disponible para que los jugadores puedan aprender y mejorar su nivel de juego en línea. Los jugadores pueden competir contra sus amigos, usuarios de nivel similar al suyo, unirse a grupos, clanes y participar en torneos organizados. También pueden realizar un seguimiento sobre el rendimiento, progreso y actividad de toda la red, tanto en el juego, como a través de las plataformas móviles y web. Elite fue anunciado inicialmente en el Wall Street Journal y posteriormente mostrado en el segundo día de la exposición de videojuegos E3, el 8 de junio de 2011. La primera versión beta del servicio fue lanzada el 14 de julio de 2011 para Call of Duty: Black Ops.

### Call of Duty Experience
El 30 de junio de 2011 se anunció que Activision, a modo de promocionar las funciones del nuevo servicio en línea Call of Duty Elite, realizaría un evento llamado Call of Duty Experience, teniendo lugar en la ciudad de Los Ángeles, California, los días 2 y 3 de septiembre de 2011. Durante el evento, se realizaron conferencias y actos centrados en la franquicia, donde además se presentaron algunas de las funciones mezcladas entre los modos en línea de Modern Warfare 3, Black Ops y Elite. Las entradas, que solo podían ser obtenidas a través del sitio web oficial del evento, poseían un precio de 150 USD (€104), dinero el cual fue destinado hacia Call of Duty Endowment, que ofrece ayuda a los veteranos del ejército estadounidense. Todas las actividades estuvieron incluidas en los 150 USD de la entrada, a excepción de la comida, cuestión que debió ser pagada aparte; en efecto, los visitantes pudieron hacer uso de una reproducción de Burger Town, el restaurante de comida rápida aparecido en Call of Duty: Modern Warfare 2.
Igualmente, al comprar la entrada y asistir al evento, los participantes recibieron un ticket para una copia gratuita del juego cuando estuviera disponible el día de su lanzamiento. Además, los asistentes al evento recibieron la oportunidad de probar la edición Hardened del título. Otro de los actos importantes de esos dos días fue un torneo del modo multijugador de Modern Warfare 3, co-patrocinado por Xbox 360, donde 32 equipos —estos, seleccionados a través de competiciones regionales previas en Call of Duty: Black Ops— se disputaron un premio de 1 millón de dólares. Además de todas las competencias programadas, hubo batallas de paintball entre los asistentes al evento, usando como escenario una réplica del nivel Scrapyard, del modo multijugador de Modern Warfare 2; batallas uno contra uno en Juggernaut Sumo; y un museo de arte conceptual y armería dedicados a la serie para ser visitados.

## Recepción
El videojuego, al igual que sus dos predecesores, Black Ops y Modern Warfare 2 presentó controversias y problemas en su prelanzamiento debido al tráiler revelador lanzado el 23 de mayo de 2011, el cual fue asimilado con imágenes a las del atentado del 7 de julio de 2005 en Londres. El título causó malestar en Inglaterra, pidiéndose que el juego sea prohibido por las autoridades locales.
Una de las mayores críticas fue recibida por Mediawatch UK, quienes se preocuparon por «la hiper-irrealidad que muestra el juego», añadiendo que «Modern Warfare 3 es de muy mal gusto», indicando como indignante que durante el video «se desata una balacera, y los agentes hacen una persecución a través del metro de Londres [...] Una serie de camiones explotan frente a la Casa del Parlamento, por último se libera un agente químico mortal». A estas declaraciones, Activision argumentó que «Call of Duty: Modern Warfare 3 es un juego de acción de ficción dirigido para adultos maduros y establecido en la Tercera Guerra Mundial. Las escenas en el juego son totalmente ficticias y no pretenden recrear algún evento histórico».
The Daily Telegraph dio a la versión Xbox 360 del juego 5 estrellas de 5, afirmando que incluso "la serie siempre ha sido reconocida por elementos como el excelente diseño de sonido, el brillo, el pulido y la compulsión de su juego", es "un juego que no solo está a la altura de la exigencia de la marca, sino que la supera. Un juego donde el atractivo masivo está justificado y las expectativas se cumplen". Gaming Evolution dio a las versiones de PS3 y Xbox 360 un 9 sobre 10, afirmando que "Modern Warfare 3 está a la altura del bombo. Está demostrando ser uno de los mejores FPS que el género tiene para ofrecer". IGN dio a la versión Xbox 360 del juego un 9 sobre 10, señalando que el juego ofrece "gran campaña multijugador, diversión, toneladas de contenido, pero también una historia que no se puede olvidar".
GameSpot calificó su revisión, afirmando que "la emoción característica de la serie ha perdido algo de su brillo. Modern Warfare 3 se repite en lugar de innovar, por lo que la diversión que tienes es familiar", pero concluye afirmando que "afortunadamente, el juego es, también, absolutamente absorbente e inmensamente satisfactorio, dando a los fanes otra razón para regocijarse en esta temporada de shooter". Eurogamer le dio al juego un 8/10, señalando que es un "juego feroz y satisfactorio que sabe exactamente lo que los jugadores esperan, y cumple esa promesa con confianza alcista", pero con "una campaña anticuada para un jugador".
Otros sitios web especularon diciendo que al igual que su predecesores, y por sobre todo la misión de Modern Warfare 2 «Nada de Ruso», la historia sobre las controversias se volverían a repetir.